# Khartoem
Khartoem (in het Arabisch al-Khartûm: الخرطوم, ofwel "olifantenslurf") is de hoofdstad van Soedan. Khartoem is gelegen op de plaats waar de Blauwe Nijl, komende uit Ethiopië, en de Witte Nijl, komende uit Oeganda bijeenkomen bij Tuti-eiland. De Nijl stroomt verder noordwaarts via Egypte naar de Middellandse Zee.

## Agglomeratie
Khartoem heeft meer dan 2 miljoen inwoners en vormt samen met Khartoem-Noord (al-Khartûm Bahrî) en Omdurman (Umm Durmân) een metropool die meer dan 8 miljoen inwoners telt. Hierbij wordt Omdurman beschouwd als de nationale hoofdstad, Khartoem-Noord als het industriële centrum en Khartoem zelf als het bestuurscentrum. Deze agglomeratie wordt wel aangeduid als Greater Khartoum of de Tri-capital. De verschillende steden die de agglomeratie vormen zijn met elkaar verbonden via bruggen.
De agglomeratie heeft een drastisch tekort aan zoetwater, zowel van de rivieren als van ondiepe aquifers, die vervuild worden door menselijke activiteiten. Tijdens het hoogwaterseizoen heeft kraanwater te maken met problemen door zwevende deeltjes. Tegelijkertijd wordt de behandeling van oppervlaktewater uit de Nijl steeds kostbaarder, vooral tijdens het overstromingsseizoen. Daarom worden door de overheid alternatieve grondwaterbronnen ontwikkeld.

## Geschiedenis
Khartoem werd door de Egyptenaren in 1823 gesticht als garnizoenstad op de plaats waar het Egyptische leger twee jaar eerder een tentenkamp had opgebouwd. De stad werd in 1830 uitgeroepen tot de hoofdstad van Egyptisch Soedan. Later werd ze af en aan inzet van machtsstrijd tussen de Britten en de Fransen; geen van beide wilde Soedan maar geen van beide wilde dat de ander het zou krijgen. In 1885 werd Khartoem veroverd door plaatselijke groepen onder de Mahdi (verbeeld in de film Khartoum), ondanks de aanwezigheid van de Britse generaal Gordon en de nabijheid van een (langzaam) oprukkend Brits leger. Het garnizoen en een  deel van de bevolking werden uitgemoord; veel vrouwen en kinderen werden tot slaaf gemaakt. De dood van Gordon veroorzaakte een schandaal in Engeland en leidde tot de val van de regering-Gladstone. Toen het er later op leek dat de Fransen zouden binnentrekken, kwamen de Britten alsnog in actie en heroverden de stad in 1898. Onder gouverneur-generaal Herbert Kitchener werd Khartoem opnieuw opgebouwd en de stad bleef het bestuurscentrum van Anglo-Egyptisch Soedan tot de onafhankelijkheid van het land. In 1902 kreeg de stad een eerste instelling voor voortgezet onderwijs, het Gordon Memorial College (later: University of Khartoum).
In 1956 werd Khartoem hoofdstad van de onafhankelijke republiek Soedan. Op 1 september 1967 werd hier de zogenaamde Resolutie van Khartoem uitgesproken na een conferentie van de leiders van acht Arabische staten. De conferentie volgde op de Zesdaagse Oorlog tussen Israël en de Arabische wereld. 
In de jaren 80 en 90 groeide de stad dankzij een toestroom van nieuwe inwoners van het platteland en het westen van Afrika. Vastgoed werd gezien als een van de weinige veilige investeringen en gold bovendien als goede voorziening voor de oude dag. Ook Soedanezen in het buitenland investeerden veel geld in de ontwikkeling van vastgoed, zowel voor eigen bewoning als voor verhuur.
In 2005 kreeg Khartoem de titel van Arabische Culturele Hoofdstad toegekend.
Ondanks de vele conflicten in Soedan was het in Khartoem altijd relatief rustig gebleven. Sinds de staatsgreep van 2018 is de stad echter ook onderdeel geworden van de strijd tussen de verschillende fracties. Inwoners moesten vluchten en woonwijken zijn verwoest.

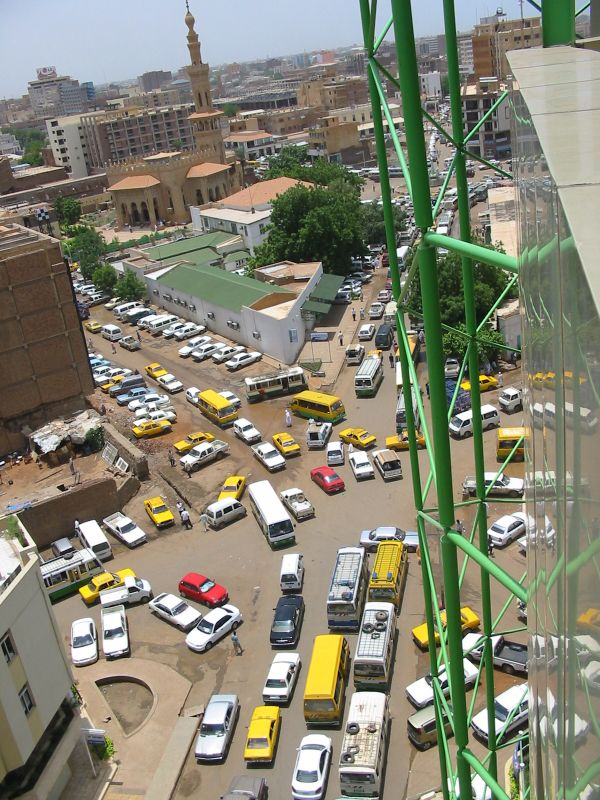
Het verkeer in Khartoem

## Economie
Khartoem is een belangrijk transportknooppunt. Er is riviertransport over de Witte en de Blauwe Nijl en er zijn spoorverbindingen naar Egypte, Port Sudan en El Obeid. Khartoem heeft ook een internationale luchthaven.
De industrie levert producten als textiel, glas, kunstmest, metaalwaren, cementproducten en voedings- en genotmiddelen. Sinds 1977 loopt er een oliepijpleiding tussen Khartoem en Port Sudan.
De stad telt verschillende onderwijsinstellingen, waaronder de University of Khartoum (1902), de Sudan University of Science and Technology (1950) en de Nilayn University (1955).

## Stadsbeeld
Khartoem is een woestijnstad die voor water afhankelijk is van de Nijl. De stad wordt regelmatig getroffen door zandstormen (haboob) en ook overstromingen vormen een risico.
De stad wordt doorsneden door brede boulevards opengesteld voor het wegverkeer. Khartoem was een van de eerste steden in Afrika die volgens een plan werd opgetrokken. Vanaf 1910 werd er gebouwd in een dambordpatroon dat wordt doorbroken door diagonale hoofdwegen. Dit stadsplan valt nog steeds te herkennen in het oude centrum langs de Blauwe Nijl. Vanaf de jaren 1970 begon een ongecontroleerde stadsuitbreiding die vanaf de jaren 1990 nog sterker werd. Hierbij werden voormalige landbouwgebieden en oude dorpen opgeslokt.
Opvallende gebouwen in Khartoem zijn het Soedanese parlementsgebouw, het presidentieel paleis en het nationaal museum. Naast de talrijke moskeeën zijn er ook verschillende christelijke kerken: kathedralen van kopten, rooms-katholieken en anglicanen en kerken van maronieten en Grieks-orthodoxen.

## Demografie
| Jaar | Inwoners  | Inwoners     |
| Jaar | Stad      | Agglomeratie |
| ---- | --------- | ------------ |
| 1956 | 93.100    | 245.800      |
| 1973 | 333.906   | 748.300      |
| 1983 | 476.218   | 1.340.646    |
| 1993 | 947.483   | 2.919.773    |
| 2007 | 2.207.794 | 8.363.915    |

Arabisch is de voertaal in Khartoem. Een belangrijk deel van de bevolking bestaat uit immigranten uit de rest van Afrika, ook uit de westen van het continent.

## Partnersteden
- Sint-Petersburg, Rusland
- Asmara, Eritrea
- Amman, Jordanië
- Caïro, Egypte
- Istanboel, Turkije
- Ankara, Turkije
- Wuhan, Volksrepubliek China

## Geboren in Khartoem
- Mohammed Naguib (1901-1984), president van Egypte (1953-1954)
- Ismail Ahmed Ismail (1984), atleet
- Marco Arop (1998), Canadees atleet
- Bol Bol (1999), Soedanees-Amerikaans basketballer

## Overleden
- Ariane Etienne-Kfouri (1935-2010), Zwitserse psychologe en hooglerares

- Biblioteca Nacional de España: XX453463
- Bibliothèque nationale de France: cb12072587n (data)
- Gemeinsame Normdatei: 4110249-6
- Library of Congress Control Number: n79091927
- MusicBrainz: 7ab363df-ec7d-4a26-90f2-51aadd65fc4a
- National Archives and Records Administration: 10044234
- Nationale Bibliotheek van Tsjechië: ge508587
- Nationale Bibliotheek van Israël: 987007550343905171
- LIBRIS: 150240
- Virtual International Authority File: 138043918
- WorldCat: E39PBJvRQ9BFDqXHPDrFWfp3wC